# Acanthotheciella barbata
Acanthotheciella barbata är en svampart som först beskrevs av Narcisse Theophile Patouillard, och fick sitt nu gällande namn av Franz Xaver von Höhnel 1911. Acanthotheciella barbata ingår i släktet Acanthotheciella, klassen Sordariomycetes, divisionen sporsäcksvampar och riket svampar.   Inga underarter finns listade i Catalogue of Life.